# Chaînes côtières californiennes
Les Chaînes côtières californiennes (California Coast Ranges en anglais) sont l'une des onze régions géomorphiques de l'État de Californie, dans l'Ouest des États-Unis. Elle fait partie des chaînes côtières du Pacifique. Cette région qui s'étend sur quelques centaines de kilomètres du nord au sud, comprend plusieurs chaînes de montagne situées sur le littoral californien. Elle est bordée au nord par les monts Klamath, à l'est par la vallée Centrale de Californie et par les Transverse Ranges au sud.

## Subdivisions

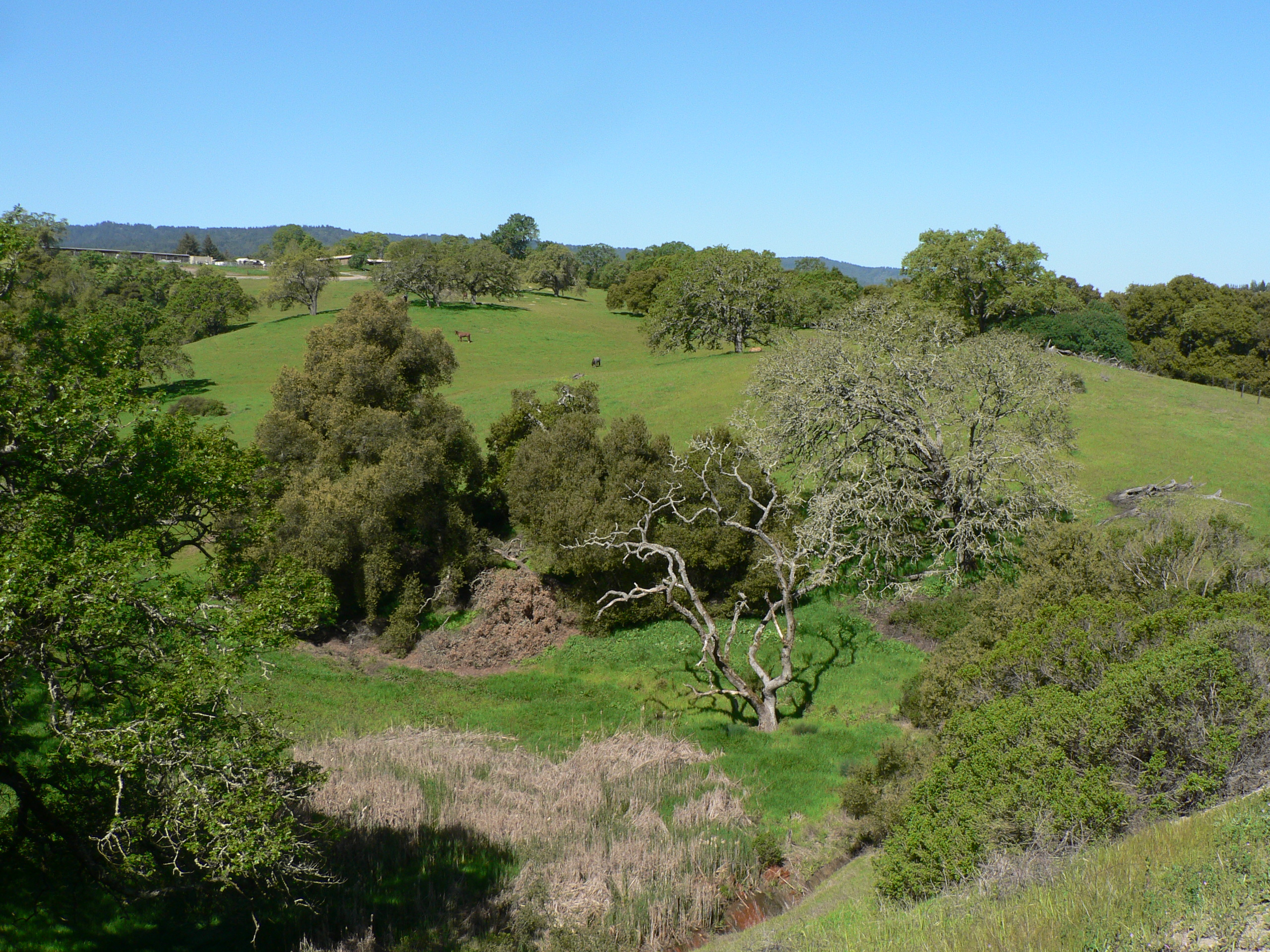
Monts Santa Cruz.

- Chaînes côtières septentrionales
  - Chaînon King
  - Chaînon Mendocino
  - Monts Mayacamas
  - Marin Hills
- Chaînes côtières méridionales
  - Chaîne Diablo
  - Monts Santa Cruz
  - Chaînon Santa Lucia
  - Chaînon Temblor
  - Chaînon Caliente

## North Coast Ranges

### Topographie

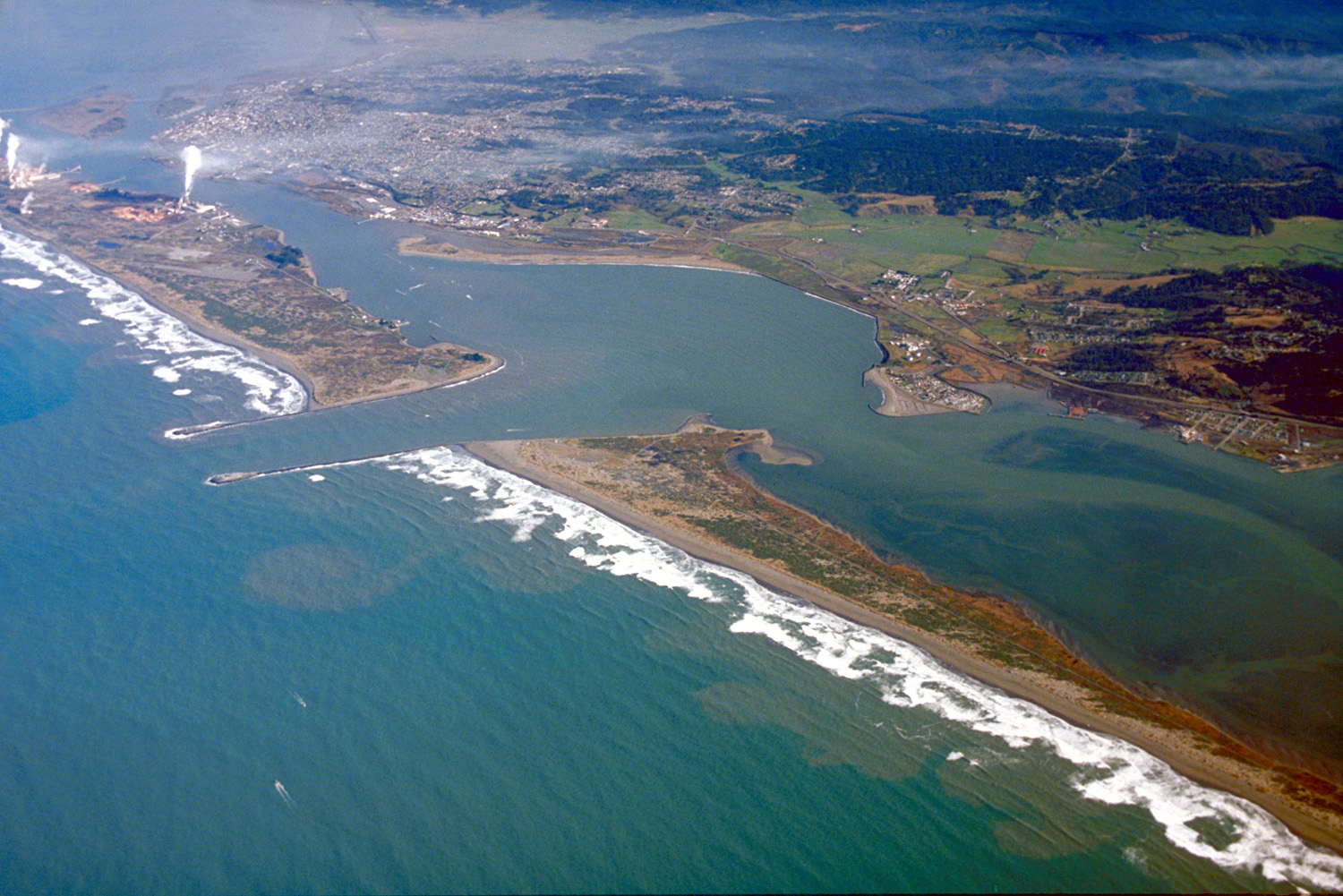
Baie de Humboldt.

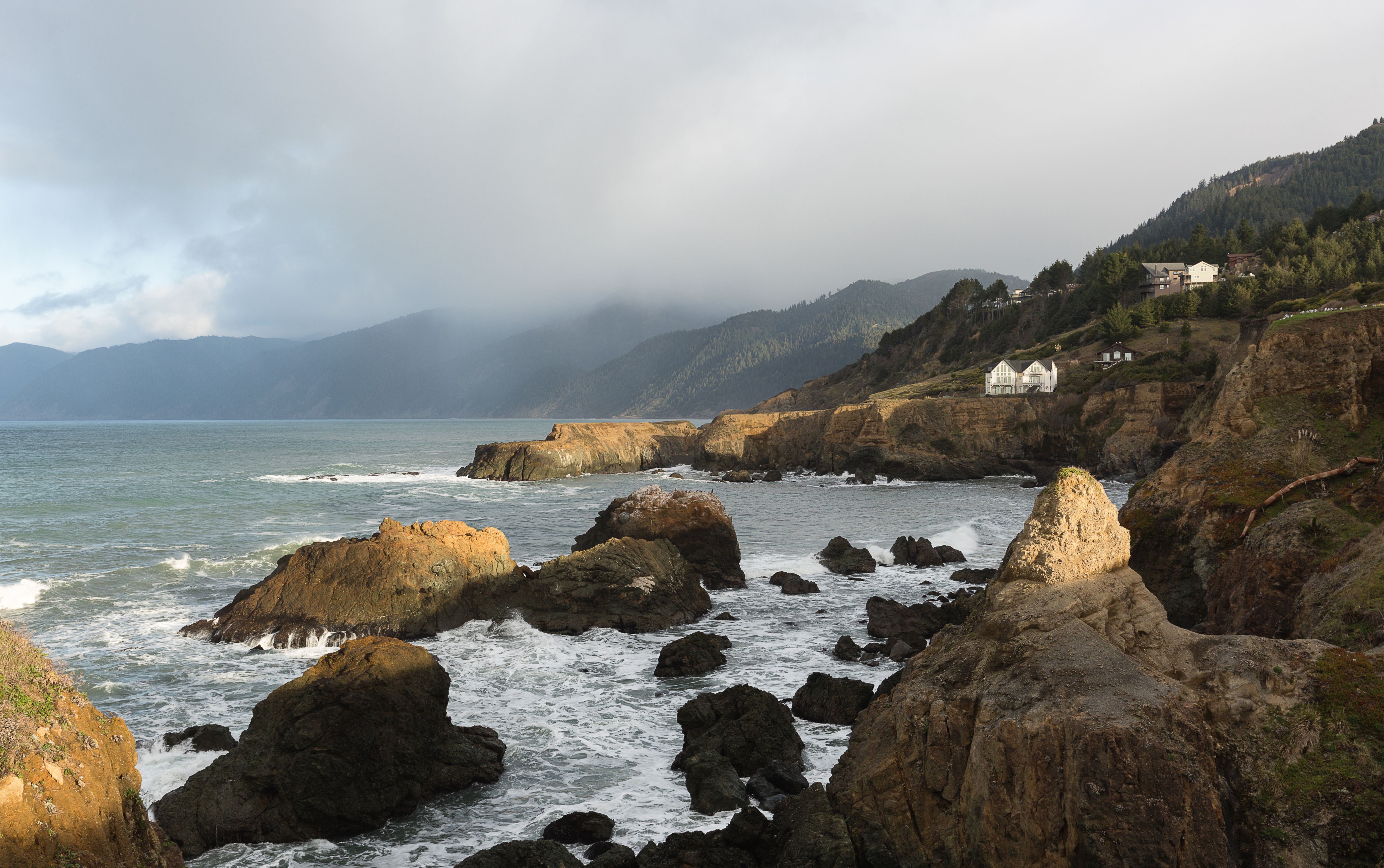
Lost Coast, depuis Shelter Cove.

Les North Coast Ranges (chaînes côtières du nord) s'étendent entre les South Fork Mountains dans le comté de Humboldt et la baie de San Francisco. Elles comprennent plusieurs chaînes de montagne comme la Mendocino Range (comté de Mendocino), les monts Mayacamas, Sonoma Mountains, les Vaca Mountains et les Marin Hills (baie de San Francisco). La King Range (comté de Humboldt) plonge dans l'océan Pacifique et forme les paysages de la « Lost Coast ». Les North Coast Ranges sont constituées de deux ceintures montagneuses quasi parallèles, l'une longeant la côte, l'autre se trouvant à l'intérieur des terres. Saint John Mountain (2 056 mètres) et Hull Mountain sont les principaux sommets.
Les espaces plats sont rares et situés sur le littoral (Crescent City, baie de San Pablo, baie de Humboldt) ou au sud (Santa Rosa).

### Hydrographie
Les Northern Coast Ranges sont séparées par une longue vallée parcourue au nord par l'Eel et au sud par la Russian River. Une série de petits cours d'eau coulent sur les flancs ouest et se jettent dans l'océan Pacifique : Mattole River, Gualala River, Navarro River, etc. Les cours d'eau du versant oriental coulent vers la Vallée Centrale de Californie. Clear Lake est le plus grand lac : il se trouve au sud-est. Les autres lacs sont le lac Berryessa, le lac Ruth, le lac Pillsbury, le lac Sonoma et le lac Mendocino.

### Écosystèmes

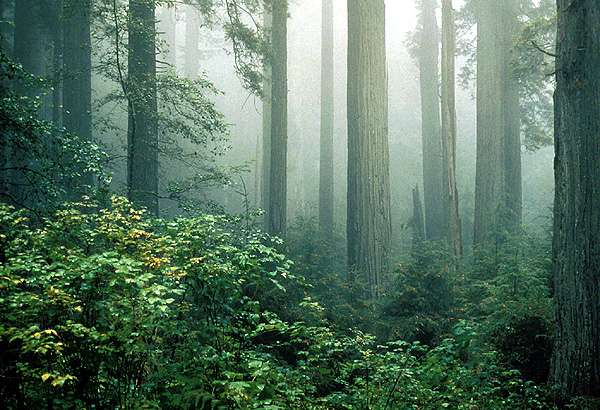
Séquoias dans le parc national de Redwood.

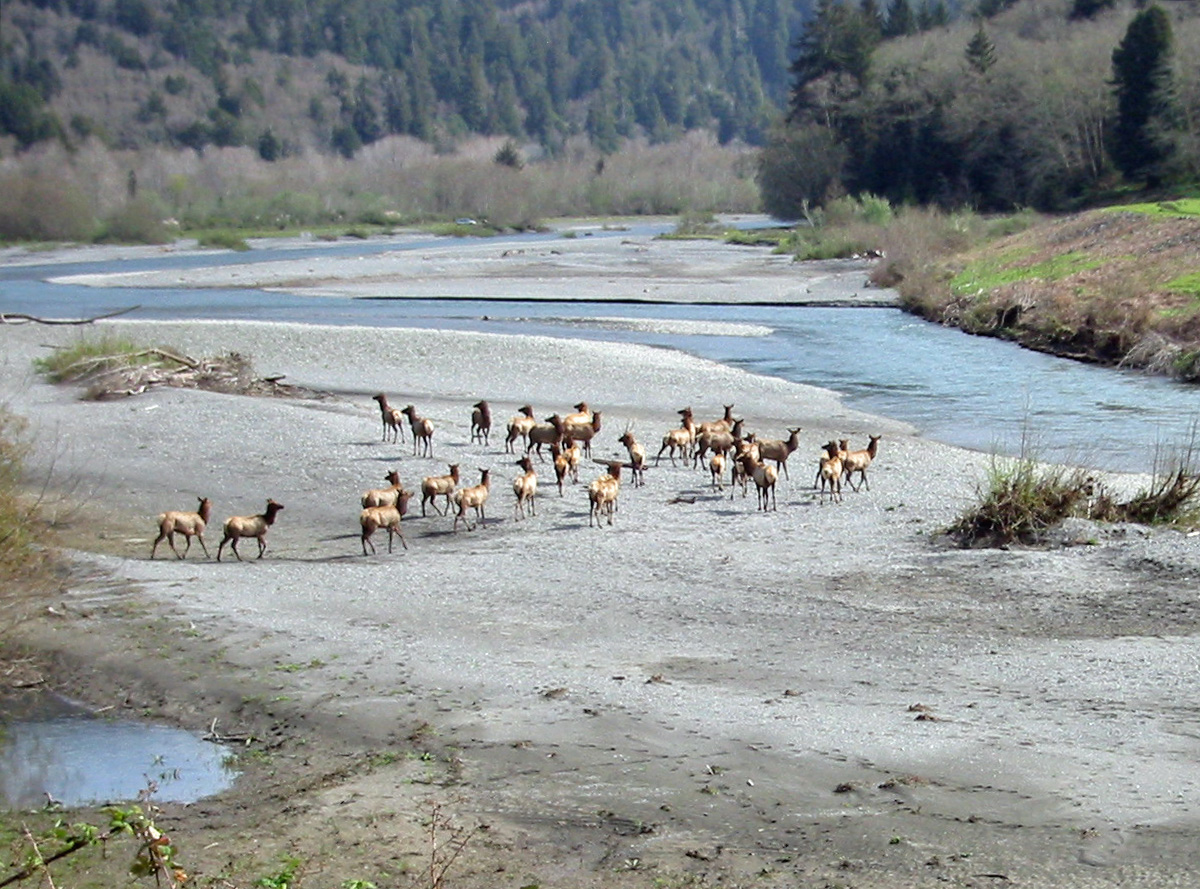
Cerfs élaphes dans le parc national de Redwood.

Le versant occidental des Northern Coast Ranges appartient à l'écorégion des Northern California coastal forests. Les étés y sont frais et brumeux. Il s'agit d'une région de forêts de conifères tempérées abritant notamment des espèces comme le Séquoia à feuilles d'if (Coast Redwood ou Sequoia sempervirens) et de Pseudotsuga (Pseudotsuga menziesii). Plusieurs espèces de feuillus y poussent également : chêne de Garry, chêne de Californie, tanoak... Les saules sont présents près de cours d'eau et des lacs.
Le versant oriental, à l'écart des influences maritimes, est plus sec. Sa végétation est formée de forêts mixtes (pins, chênes) et de chaparral. À l'intérieur des Northern Coast Ranges se trouve une flore spécifique appelée Mediterranean California Lower Montane Black Oak-Conifer Forest, dotée d'une grande biodiversité.
Les Maritime Coast Range Ponderosa Pine forests figurent parmi les écosystèmes les plus rares : on en trouve par exemple à Carbonera Creek dans le comté de Santa Cruz.
Odocoileus hemionus californicus, une sous-espèce de cerf hémione est le mammifère le plus fréquent dans cette région. On peut également y observer des ours noirs, lynx, pumas, coyotes, ratons laveurs, moufettes, martes et loutres. Des oiseaux comme l'aigle, le faucon, la chouette (chouette tachetée) et le balbuzard pêcheur sont fréquents. Le littoral est peuplé d'oiseaux marins comme le guillemot marbré.
Plusieurs espèces de saumons vivent dans les cours d'eau.

### Réserves et parcs naturels
Du nord au sud (liste non exhaustive) :
- Smith River National Recreation Area

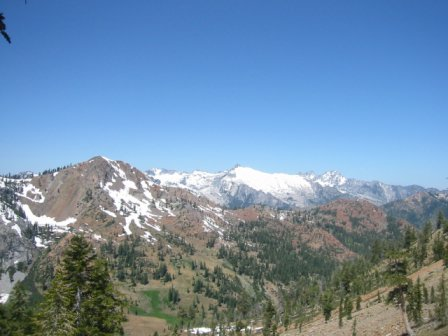
Forêt nationale de Shasta-Trinity.

- Forêt nationale de Six Rivers
- Parc national de Redwood

- Réserve indienne d'Hoopa Valley
- Parc d'État de Humboldt Redwoods
- Forêt nationale de Shasta-Trinity
- Forêt nationale de Six Rivers
- Yolla Bolly Middle Eel Wilderness
- Réserve indienne de Round Valley
- Forêt nationale de Mendocino
- Point Reyes National Seashore
- Parc d'État de Mount Tamalpais

### Géographie humaine
Les montagnes s'étendent sur les comtés de Del Norte, Humboldt, Mendocino, Lake et Marin. La plus grande partie de la région est faiblement peuplée (mois de 20 habitants/km2 sauf dans le Sud). Le comté le moins peuplé est celui de Mendocino (9,4 hab./km2). Les villes les plus importantes sont Santa Rosa (156 000 habitants), Eureka (25 000 habitants), Ukiah (15 000 habitants). L'U.S. Route 101 traverse les North Coast Ranges, en empruntant les vallées de la Russian river et de l'Eel. Au nord d'Eureka, elle longe le littoral.

## South Coast Ranges

### Topographie

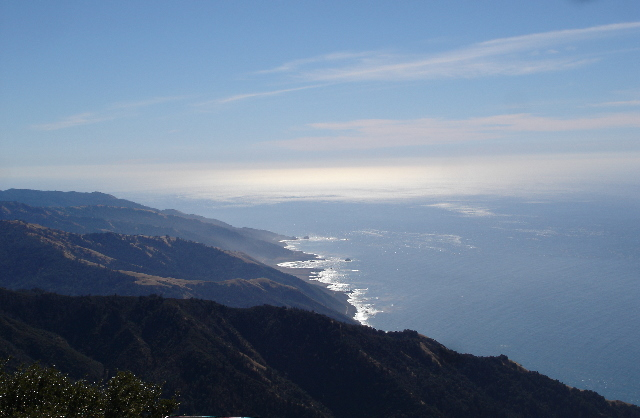
Chaînon Santa Lucia.

Les South Coast Ranges dominent la côte centrale de la Californie. D'orientation nord/sud, elles suivent la côte Pacifique entre la baie de San Francisco et les Transverse Ranges. La Vallée Centrale de Californie se trouve à l'est. Les South Coast Ranges comprennent les collines de Berkeley, le mont Diablo, les monts Santa Cruz et la chaîne Diablo autour de la baie de San Francisco. Le long de la côte se trouvent le chaînon Gabilan, le chaînon Santa Lucia et le chaînon Temblor. Les principaux espaces plats sont la vallée de Salinas et la plaine de Carrizo. Le principal sommet est le pic Junipero Serra (1 785 mètres).

### Écosystème
La région possède un climat méditerranéen. La végétation se compose de chaparral, de formations herbeuses (Adenostoma fasciculatum, Nassella) et de forêts mixtes (Quercus douglasii, Quercus agrifolia,Quercus lobata, Lithocarpus densiflorus). Il existe quelques secteurs où grandissent les séquoias dans le chaînon Santa Lucia. Le pin de Monterey pousse dans la baie de Monterey.
Faune :
- Cerf hémione, lynx, mustela, renard, mouffette, opossum, Spermophilus beecheyi[4]
- Urubu à tête rouge, aigle, héron, chouette, aigrette, pélican brun, balbuzard pêcheur, râle noir, râle gris[4]

### Réserves et parcs naturels
Du nord au sud (liste non exhaustive) :
- Pinnacles National Monument
- Réserve d'État de Point Lobos
- Ventana Wilderness
- Forêt nationale de Los Padres

### Géographie humaine
Les South Coast Ranges s'étendent sur les comtés de San Mateo, Santa Cruz, Monterey et San Luis Obispo.